# Универзитет Калифорније (Санта Барбара)
Универитет Калифорније, Санта Барбара (енгл. University of California Santa Barbara, UCSB) је јавни истраживачки универзитет и један од 10 кампуса Универзитета Калифорније. Главни кампус се налази на 1.022-acre (414 ha) територије у близини Голете, Калифорнија, САД, 8 mi (13 km) од Санта Барбаре и 100 mi (160 km) северозападно од Лос Анђелеса. Настао као независтан колеџ за наставнике, УКСБ се прикључио Универзитету Калифорније 1944 године као трећи по страрости кампус са општим образовним програмом.
УКСБ је један од Америчких Public Ivy универзитета, удружења које препознаје најбоље државне истраживачке универзитете у САД. Универзитет има свеобухватан докторски програм који се састоји од пет факултета који нуде 87 програма за основне и 55 програма за постдимпломске студије. УКСБ је заузео 37. место на листи "националних универзитета", 8. место међу америчким државним универзитетима и 24. место међу најбољим светским универзитетима на U.S. News & World Report за 2016. годину.. Универзитет је такође заузео 39. место у свету на листи Times Higher Education World University Rankings и 38. место у свету (17.то у свету у инжењерству) у Академском рангирању Универзитета у свету у 2015. години.
УК Санта Барбара је веома активан инстраживачки центар са дванаест националних инстраживачких центара укључујући и Кавли Институт за Теоријску Физику.  Међу тренутним наставним особљем је и 6 нобеловаца, један добитник Филдсове медаље, 29 чланова Националне Академије Наука, 27 чланова Националне Академије Инжењера, и 31 члан Америчке Академије за Уметност и Науку. УКСБ је био трећи чвор ARPANET-а и изабран је у Удружење Америчких Универзитета 1995. године.